# 金沢市立菊川町小学校
金沢市立菊川町小学校（かなざわしりつ きくがわちょうしょうがっこう、英語: Kanazawa Municipal Kikugawacho Elementary School）は、かつて石川県金沢市に所在した公立小学校。

## 沿革
1914年開校。児童数減少を受けて2018年6月に金沢市立新竪町小学校との統合が決定された。両校の校舎が新耐震基準を満たさないことから、新竪町小学校に暫定校舎を設置して、菊川町小学校の跡地に新校舎を建設する方針が採用された。2019年3月に閉校し、4月に金沢市立犀桜小学校が新設された。

### 年表
《主要な出典：》
- 1914年（大正03年）
  - 7月25日 - 金沢市菊川町尋常小学校創立[7]。
  - 8月25日 - 校舎新築。総工費3万5823円[7]。
  - 9月1日 - 授業開始。
  - 9月12日 - 開校式を挙行[7]。
- 1915年（大正04年）7月9日 - 生活困窮家庭児童のための夜間特別学級を設置（修業年限4年）[8][注釈 3]。
- 1924年（大正13年）
  - 1月26日 - 校旗樹立。
  - 4月1日 - 高等科を併設、金沢市菊川町尋常高等小学校と改称[11]。
- 1933年（昭和08年）
  - 4月1日 - 高等科廃止により金沢市菊川町尋常小学校（2代）と改称。高等科生徒を小将町高等小学校に移す[12]。
  - 9月25日 - 創立20周年記念式を挙行。
- 1941年（昭和16年）4月1日 - 国民学校令施行に伴い、金沢市菊川町国民学校と改称。
- 1943年（昭和18年）11月9日 - 創立30周年記念式を挙行。
- 1947年（昭和22年）4月1日 - 学制改革により金沢市立菊川町小学校と改称。所在地：金沢市菊川町22番地[13]。
- 1954年（昭和29年）9月12日 -  校歌制定（作詞：室生犀星、作曲：信時潔）[14]。
- 1958年（昭和33年）9月25日 - 校舎改築第1期工事起工式（鉄筋コンクリート4階建）。その後、5期にわたって施工。
- 1964年（昭和39年）9月12日 - 創立50周年記念式、新校舎竣工式を挙行。5期にわたる総工費1億480万円[15]。所在地：金沢市菊川1丁目2番15号[16]。
- 2013年（平成25年）10月12日 - 創立100周年記念式典を挙行[17]。
- 2019年（平成31年）
  - 3月23日 - 閉校式を行う[18]。
  - 3月31日 - 菊川町小学校閉校[19]。
  - 4月1日 - 金沢市立菊川町小学校を廃止[20]。